# Lestophonax mallophoroides
Lestophonax mallophoroides är en tvåvingeart som beskrevs av Hull 1962. Lestophonax mallophoroides ingår i släktet Lestophonax och familjen rovflugor.
Artens utbredningsområde är Ecuador. Inga underarter finns listade i Catalogue of Life.